# 市道132號
市道132號（大安港－后里），西起臺中市大安區大安港，東至臺中市后里區圳寮，全長共計19.983公里（公路總局資料）。有一條支線。

## 支線

### 甲線
市道132甲線（月眉－下后里），全線在后里區境內，西起月眉，東至下后里，全長3.286公里 。

## 行經行政區域
主線
全線均位於臺中市境內。
| 大安區   | 大安港          | 0.000  | 中7線        | 公路起點             |
| 大安區   | 大安一交流道    | 0.450  | 台61線       |                      |
| 大安區   | 下腳踏          | －     | 中10線       | 中10線起點           |
| 大安區   | 下腳踏          | －     |              |                      |
| 大安區   | 下腳踏          | －     | 中9線        | 中9線終點            |
| 大安區   | 下腳踏          | －     | 中14線       |                      |
| 大安區   | －              |        |              |                      |
| 大安區   | 松子腳          | －     | （地區道路） |                      |
| 大安區   | 松子腳          | －     |              |                      |
| 大安區   | 松子腳          | －     | 中17線       | 中17線起點           |
| 大甲區   | 橫圳            | －     | （地區道路） |                      |
| 大甲區   |                 | 5.700  | 台1線        |                      |
| 大甲區   | 大甲市區        | －     | （地區道路） |                      |
| 大甲區   | － 跨越海岸線   |        |              |                      |
| 大甲區   | 山腳            | －     | 中22線       | 中22線起點           |
| 大甲區   | 山腳            | －     | 中24線       | 中24線起點           |
| 外埔區   | 大甲東          | 9.240  | （地區道路） |                      |
| 外埔區   | 大甲交流道      | 9.690  | 國道三號     |                      |
| 外埔區   | 磁磘            | －     | 中22線       | 僅設東出西入         |
| 外埔區   | －              |        |              |                      |
| 外埔區   | 二崁            | －     | 中30線       |                      |
| 外埔區   | 三崁            | －     | （地區道路） |                      |
| 外埔區   | 六分            | －     | （地區道路） |                      |
| 后里區   | 月眉            | －     | 中36線       | 中36線起點           |
| 后里區   | 月眉            | －     | 中133線      | 中133線起點          |
| 后里區   | 月眉            | －     | 中34線       | 中34線起點           |
| 后里區   | 月眉            | 15.673 | 市道132甲線  | 市道132甲線起點      |
| 后里區   | 月眉            | －     |              |                      |
| 后里區   | 月眉            | －     | （地區道路） |                      |
| 后里區   | － 跨越國道一號 |        |              |                      |
| 后里區   | 后里交流道      | 16.600 | 國道一號     | 國道一號僅設北上出口 |
| 后里區   | 墩子腳          | －     | 中37線       |                      |
| 后里區   | 下后里          | 18.188 | 市道132甲線  | 市道132甲線線終點    |
| 后里區   | 后里市區        | 18.825 | 台13線       |                      |
| 后里區   | －              |        |              |                      |
| 后里區   | 圳寮            | －     | 中41線       | 中41線起點           |
| 后里區   | 圳寮            | 19.983 | 中40線       | 公路終點 中40線起點  |
| 半套匝道 |                 |        |              |                      |

甲線
全線均位於臺中市境內。
| 后里區 | 月眉            | 0.000 | 市道132號 | 公路起點   |  |
| 后里區 | － 跨越國道一號 |       |           |            |  |
| 后里區 | 中和            | －    | 中37線    | 中37線終點 |  |
| 后里區 | 墩子腳          | 2.047 | 中38線    | 中34線起點 |  |
| 后里區 | 下后里          | 3.286 | 市道132號 | 公路終點   |  |
|        |                 |       |           |            |  |

## 沿線路名
| 主線 - 大安港路 - 文武路 - 中山路 - 水源路 - 甲后路五段 - 三環路 - 甲后路三～一段 | 甲線 - 公安路 - 四村路 - 民生路 |

## 沿線設施與景點
| 主線 - 大安港溼地 - 臺中市大安區海墘國民小學 - 臺中市立大安國民中學 - 大安一交流道（台61線） - 臺中市立順天國民中學 - 大甲體育場 - 大甲文昌祠 - 臺中市大甲區文昌國民小學 - 大甲鎮瀾宮 - 大甲車站（海岸線） - 臺中市立大甲高級中等學校 - 水尾溪底火車隧道 - 大甲交流道（國道三號） - 麗寶樂園 - 臺中市后里區月眉國民小學 - 月眉糖廠 - 后里交流道（國道一號） - 后里區公所（） - 臺中市后里區后里國民小學 - 后里車站（臺中線） | 甲線 - 張連昌薩克斯風紀念館 - 臺中市立后里國民中學 - 臺中市后里區公所 - 臺中市后里區內埔國民小學 |

## 行經客運
| 編號  | 路線                             | 業者       | 行駛區間               |
| ----- | -------------------------------- | ---------- | ---------------------- |
| 92    | 豐原車站－大安國中               | 豐原客運   | 大安國中－中山北路     |
| 92    | 豐原車站－大安國中               | 豐原客運   | 新政路－甲東路         |
| 92    | 豐原車站－大安國中               | 豐原客運   | 水頭一路－眉山路       |
| 92    | 豐原車站－大安國中               | 豐原客運   | 民生路－三豐路         |
| 155   | 高鐵臺中站－麗寶樂園（經公安路） | 中台灣客運 | 眉山路以東             |
| 155副 | 高鐵臺中站－麗寶樂園（經九甲路） | 中台灣客運 | 成功路以東             |
| 172   | 大甲－福住里                     | 豐原客運   | 豐原客運大甲站－經國路 |
| 172   | 大甲－福住里                     | 豐原客運   | 新政路－中山北路       |
| 212   | 豐原車站－大甲（經水美）         | 豐原客運   | 信義路－水美街         |
| 212   | 豐原車站－大甲（經水美）         | 豐原客運   | 水頭一路－眉山路       |
| 212   | 豐原車站－大甲（經水美）         | 豐原客運   | 民生路－三豐路         |
| 213   | 豐原車站－大甲（經下后里）       | 豐原客運   | 信義路－甲東路         |
| 213   | 豐原車站－大甲（經下后里）       | 豐原客運   | 水頭一路－眉山路       |
| 213   | 豐原車站－大甲（經下后里）       | 豐原客運   | 民生路－三豐路         |
| 215   | 豐原車站－大甲（經麗寶樂園）     | 豐原客運   |                        |
| 657   | 大甲高工－建興                   | 台中客運   | 甲東路－信義路         |
| 657   | 大甲高工－建興                   | 台中客運   | 經國路－南北七路       |
| 811   | 豐原東站－大甲體育場             | 捷順交通   | 信義路－甲東路         |
| 811   | 豐原東站－大甲體育場             | 捷順交通   | 水頭一路－眉山路       |
| 813   | 后里東站－大甲車站               | 中鹿客運   | 大甲車站－科路         |